# Мері Олівер
Мері Олівер (англ. Mary Oliver; 10 вересня 1935—17 січня 2019) — американська поетеса. Лауреат Пулітцерівської премії 1984 року за поетичну збірку «Американський примітивізм» (American Primitive). Лауреат Національної книжкової премії 1992 року за збірник «Нові і вибрані поезії» (New and Selected Poems).

## Біографія
Мері Джейн Олівер народилася 10 вересня 1935 року в Клівленді. Після школи вступила до Університету штату Огайо, потім перевелася у Вассар-коледж, проте жодного з цих закладів так і не закінчила. Захоплюючись поезією, особливо творчістю Едни Сент-Вінсент Міллей (1892—1950), вона одного разу під впливом імпульсу вирушила в Остерліц (штат Нью-Йорк), де перед смертю проживала знаменита поетеса. Вона була прийнята в будинку і допомагала сестрі поетеси займатися доглядом і впорядкуванням різних паперів. Там же в Остерліці вона зустріла свою незмінну супутницю життя (померла у 2005 році) Моллі Мелоні Кук. Далі вони багато десятиліть проживали в Провінстаун (Массачусетс).
Перша збірка віршів Мері Олівер «No Voyage» вийшла в 1965 році. Надалі її популярність зростала з року в рік, приносячи престижні національні премії.
Померла 17 січня 2019 року.

## Особисте життя
Під час візиту до Аустерліца наприкінці 1950-х років Олівер познайомилася з фотографкою Моллі Мелоун Кук, яка стала її партнеркою на понад 40 років. У книзі фотографій та уривків із щоденника Кук «Наш світ», яку Олівер склала після смерті Кук, Олівер пише: «Я глянула [на Кук] і впала, зачепилася та перекинулася». Кук була літературним агентом Олівера. Вони мешкали переважно в Провінстауні, штат Массачусетс, де жили до смерті Кука у 2005 році, і де Олівер продовжувала жити до переїзду до Флориди. Про Провінстаун вона сказала: «Я також закохалася в місто, в це дивовижне злиття землі та води; середземноморське світло; рибалок, які заробляли на життя важкою та складною працею з лякаюче маленьких човнів; і, як мешканців, так і інколи відвідувачів, численних художників та письменників. […] Ми з М. вирішили залишитися».
Олівер цінувала свою конфіденційність і давала дуже мало інтерв'ю, кажучи, що воліла, щоб її твори говорили самі за себе.